# أنجيلو إيفيلين
أنجيلو إيفيلين (بالهولندية: Angelo Evelyn)‏ هو رسام هولندي، ولد في 1942.